# سولاراج
سولاراج (انگلیسی: SolarEdge) شرکت فناوری اطلاعات اسرائیلی است، که در سال ۲۰۰۶ تأسیس شد.